# Portal
Portal — компьютерная игра в жанре головоломки от первого лица, разработанная американской компанией Valve Corporation и выпущенная 10 октября 2007 года на платформах Windows и Xbox 360 в составе сборника The Orange Box. Портированная версия для приставки PlayStation 3 разрабатывалась британской студией EA UK и была выпущена 11 декабря 2007 года.
Игра распространяется в составе сборника The Orange Box как на DVD- или BD-носителях, так и через систему цифровой дистрибуции Steam. Мировым издателем коробочной версии сборника является корпорация Electronic Arts. На территории России и стран СНГ Portal распространяется компанией «Бука» в двух комплектациях: в составе The Orange Box и в качестве независимого программного продукта.
События игры разворачиваются во вселенной Half-Life, в Лаборатории исследования природы порталов (Aperture Science). Игрок выступает в роли девушки по имени Челл, которая проходит испытания внутри этой Лаборатории. Игровой процесс основан на решении головоломок при помощи переносного устройства, позволяющего создавать на плоских поверхностях «порталы» — два связанных разрыва материи, через которые можно мгновенно перемещаться в пространстве самому или переносить предметы.
Portal была высоко оценена критиками и получила множество наград, включая ряд титулов «Игра года 2007». Вокруг сюжета игры и его причастности к событиям в играх серии Half-Life велись различные обсуждения на форумах, а герои игры и элементы геймдизайна стали популярным интернет-мемом.

## Игровой процесс

Схема, иллюстрирующая сохранение кинетической энергии при проходе игрока через портал

Игровой процесс Portal вращается вокруг переносного устройства создания порталов — вымышленного устройства, которое позволяет создавать два портала. Порталы ограничены плоскими поверхностями. В одно и то же время могут быть открыты только два портала, различающиеся по цвету — голубой и оранжевый. При открытии нового портала ранее открытый портал того же цвета закрывается. Кроме этого, порталы одного цвета могут открываться поверх друг друга, в то время как «противоположный» по цвету портал должен быть открыт в стороне. Тело, проходящее через порталы, сохраняет свою кинетическую энергию: величина и направление вектора скорости тела относительно плоскости порталов не изменяются. Это часто используется при решении головоломок, когда порталы необходимо открывать так, чтобы перед входом в один портал игрок набирал кинетическую энергию, а после выхода из другого тратил её на преодоление препятствия.
Сквозь портальный проход нельзя открывать иные порталы, однако через него могут проходить игрок и предметы. В устройство создания порталов также встроен упрощённый вид манипулятора энергетического поля нулевого уровня из игры Half-Life 2, который позволяет поднимать предметы и перемещать их в пространстве в непосредственной близости от себя. Также игрок может передвигаться на корточках и подпрыгивать, но эти способности в большинстве случаев не используются — многие препятствия можно и необходимо преодолевать с помощью порталов.
Игра состоит из 19 тестовых камер, переходы между которыми осуществляются с помощью лифта, а также ряда подсобных помещений с непосредственной подгрузкой по ходу прохождения (аналогично Half-Life 2). По мере прохождения игры задания становятся всё сложнее, заставляют комбинировать различные приёмы, такие как перемещение грузового куба на кнопку, использование энергетического шара в качестве источника энергии, использование явления сохранения кинетической энергии и прочие. Препятствия включают в себя стены, на которых нельзя создать портал, кислоту, силовые поля. Прохождение через силовые поля уничтожает предметы, которые в данный момент несёт игрок, а также закрывает открытые порталы, оставляя лишь устройство для их создания. После прохождения девятнадцати тестовых камер головоломки продолжаются в «закулисье» центра развития. Этот этап содержит много декоративных элементов, что подчёркивают разработчики в игровых комментариях. В конце игры состоится единственная битва с боссом, которая требует полученных навыков обращения с порталами и использования объектов игрового мира. Из противников в игре представлены только неподвижные пулемётные и ракетные турели.

### Порталы

Внешний вид порталов. Порталы имеют вид дверного проёма или окна формы эллипса, окаймлённого переливающейся, похожей на огонь, цветной рамкой

Термин «портал», использующийся в описании игры, характеризует несуществующий в реальном мире объект, встречающийся в фантастической литературе в различных формах и обладающий различными свойствами. Однако в большинстве случаев под порталом понимается объект, способный мгновенно перемещать людей и предметы в пространстве тем самым осуществляя телепортацию. В голосовых комментариях игры разработчики отмечают, что игроки изначально предполагают, что портал открывается в иной мир, однако в Portal представлены именно червоточины, в связи с чем первые несколько задач являются вводными и служат цели обучить игрока этой концепции. Кроме того, разработчики хотели, чтобы игрок почувствовал себя в безопасности внутри портала, поэтому закрывающийся портал не может убить главную героиню или уничтожить игровой объект, а лишь выталкивает их.
В игре игрок сталкивается с системой двух порталов, связанных между собой. Порталы равнозначны, и оба в равной степени могут использоваться в качестве как входа, так и выхода. Порталы могут располагаться на плоских неподвижных поверхностях. Расположенный на плоской поверхности, один из порталов работает по принципу прохода в стене, однако, войдя в портал, игрок выходит не с другой стороны стены, а через второй портал, который может находиться на любой прочей плоской поверхности. Таким образом достигается моментальное перемещение между двумя удалёнными точками. В более широком плане можно сказать, что принцип порталов иллюстрирует некоторые положения геометрии Лобачевского.
Портал имеет вид дверного проёма или окна эллиптической формы, окаймлённого переливающейся, похожей на огонь, цветной рамкой. Через такой портал могут проходить игрок и предметы; при этом факт прохождения через портал не влияет на их кинетическую энергию. Кроме того, портальный проход пропускает сквозь себя свет, что позволяет видеть обстановку и объекты, находящиеся по другую сторону портала. На этом свойстве основан примечательный визуальный эффект игры, при котором два портала, открытых друг напротив друга, создают в себе изображение бесконечного ряда порталов одного цвета. Подобный эффект можно увидеть, если поставить друг напротив друга два зеркала. Кроме того порталы, открытые на полу и потолке напротив друг друга, создают эффект «бесконечного падения» — игрок, вошедший в портал, начинает свободно падать, пролетая через «бесконечное» число портальных проходов с постоянным ускорением, пока не достигнет установившейся скорости падения. В процессе падения игрок может наблюдать в портале множество образов самого себя. Для стороннего наблюдателя очевидно, что игрок многократно проваливается в портал на полу и вылетает из портала на потолке.

### Дополнительные карты
По мере прохождения игры открывается возможность проходить дополнительные карты, которые представляют собой изменённые тестовые камеры основной части игры с 13-й по 18-ю. Дополнительные карты делятся на «усложнённые» и «соревновательные».
- Усложнённые карты (англ. advanced maps) представляют собой изменённые версии тестовых камер, взятых за основу. В них могут быть добавлены стены, на которых не открываются порталы, обычные полы могут быть заменены кислотой, а турели могут быть заперты в специальные клетки, которые не позволяют их сбивать. Тестовая камера с Кубом-компаньоном несколько изменена; сам куб заменён на сферу, которая подпрыгивает при падении с высоты и катается по ровному полу, что значительно усложняет решение задачи.
- Соревновательные карты (англ. challenged maps) предлагают игроку испытания с ограничениями трёх видов: на минимальное количество шагов (англ. least steps), на минимальное количество открытых порталов (англ. least portals) и на минимальное время прохождения (англ. least time), при этом сами тестовые камеры изменений не претерпевают. После прохождения карты отображается статистика, в которой результат пользователя сравнивается с тремя возможными значениями, соответствующими бронзовой, серебряной и золотой медалям. Побив какое-либо значение, игрок получает прилагающуюся медаль. Целью режима является сбор всех медалей во всех испытаниях на всех картах.

### Система достижений
В Portal, как и в другие игры из сборника The Orange Box, встроена система достижений, которая заключается в выполнении ряда второстепенных заданий и преодолении определённых сюжетных поворотов. Заработанные достижения не дают никаких преимуществ при прохождении, они лишь отмечаются в меню игры и сетевой статистике компании-разработчика Valve. Например, часть достижений засчитывается при прохождении ключевых сюжетных моментов. Получив полноценную портальную пушку, игрок заработает достижение Lab Rat (с англ. — «Лабораторная крыса»). Также награждаются уничтожение Куба-компаньона (Fratricide — «Братоубийца») и побег с «вечеринки» (Partygoer — «Тусовщик»). Прошедший всю игру получает Heartbreaker (с англ. — «Разбиватель сердец»).
Ряд заданий подразумевает некую активность в процессе всей игры. Достижения получают пролетевший 30 000 футов вниз (Terminal Velocity — «Предельная скорость») и прыгнувший на 300 футов в длину (Long Jump — «Затяжной прыжок»). Также вознаграждаются те, кто собьют со стен 33 камеры слежения (Camera Shy — «Застенчивый») и столкнут одну автоматическую турель другой (Friendly Fire — «Огонь по своим»).
Кроме того, игрок получит награды за прохождение дополнительных карт. За выполненные две, четыре и шесть продвинутых карт выдаются Cupcake (с англ. — «Кекс»), Fruitcake (с англ. — «Фруктовый торт») и Vanilla Crazy Cake (с англ. — «Огромный торт с кремом») соответственно. Тот же, кто пройдёт все задания на соревновательных картах на бронзу, серебро и золото, получит достижения Basic Science (с англ. — «Новичок в науке»), Rocket Science (с англ. — «Настоящий учёный») и Aperture Science (с англ. — «Первооткрыватель»).

## Сюжет

### Персонажи
- Челл (англ. Chell) — главная героиня, подопытная девушка, при моделировании которой использовалось лицо Алесии Глайдвелл (англ. Alésia Glidewell)[14]. Как она попала в Лабораторию и кем она была до событий Portal — неизвестно. Более того, в ходе игры игрок не может выяснить даже имя девушки (оно становится известно только из руководства игры и финальных титров). Челл имеет восточный разрез глаз, тёмные волосы, собранные в небольшой пучок, одета в оранжевую робу (в США подобную носят в тюрьме осуждённые) с надписью «Aperture», а к её голеням прикреплены специальные устройства, которые позволяют избежать травм при падении с любой высоты.
- GLaDOS (Genetic Lifeform and Disk Operating System) — «Генетическая форма жизни и дисковая операционная система», озвучена Эллен Маклейн. Искусственный интеллект, разработанный учёными Aperture Science в ходе соревнования с исследовательским центром «Чёрная Меза» за грант, контролирует всю Лабораторию, включая наземную внешнюю часть. Обретя разум, она обрела и сознание. По словам Эллен Маклейн, GLaDOS испытывает одиночество. Этим можно объяснить разговорчивость компьютера, когда он наконец нашёл слушателя — игрока. У компьютера есть интерес к тортам. GLaDOS всю игру разговаривает с Челл о них, как о награде в конце, а на мониторах в серверном зале мелькают множественные изображения этих кондитерских изделий.

### Развитие сюжета

Челл — главная героиня, которой управляет игрок

Главная героиня по имени Челл просыпается в капсуле внутри камеры отдыха со стеклянными прозрачными стенами. В камере, помимо капсулы, имеется столик, на котором стоит радиоприёмник (играет инструментальная версия финальной песни игры «Still Alive») и лежит планшет с информацией об испытаниях, а также имеется унитаз. Видимо, камера предполагает длительное проживание в ней. За пределами камеры видны белые стены, полы и потолки коридора вокруг неё, а в одной из стен проделано окно с матовым стеклом в комнату наблюдения. Выход из камеры перекрывает большая гладкая стена. Почти сразу после пробуждения девушки раздаётся механический женский голос, который приветствует героиню в Центре развития при Лаборатории исследования природы порталов (Aperture Science).
После вступительной речи голос предупреждает о мерах безопасности и открывает на стене портальный проход. Передвигаясь по коридорам комплекса, Челл изучает свойства порталов. Изначально у неё нет ничего: порталы генерируются самостоятельно. Однако, спустя несколько камер, в руки героини попадает Переносное устройство создания порталов, поначалу способное создавать один голубой портал. В процессе прохождения комнат создаётся впечатление, что девушка — как мышь в лабиринте, созданном некими учёными. По ходу эксперимента голос GLaDOS сопровождает персонажа. Фразы, произносимые компьютером, во многом смешны для человеческого восприятия, они подчас наивны и глупы; например, на одном из этапов голос старательно, но неправдоподобно имитирует «состояние полной депрессии и отчаяния». Все комнаты испытательного лабиринта сходны по оформлению: везде белые и стальные поверхности, повсеместно на стенах прикреплены камеры наблюдения. В стенах часто встречаются окна с матовыми стёклами в комнаты наблюдения, однако за стеклом никого не видно, равно как не видно и мира вне стен Лаборатории.
Ближе к финальным тестам, когда в руках героини находится уже полноценная портальная пушка, в одной из гладких и чистых комнат девушка находит проход за стену в небольшое помещение с трубами, решётками, заводской подсобной обстановкой. Помещение выполнено в оранжевых тонах, в отличие от бело-голубого оформления тестовых комнат, кроме того, в нём находится радио, аналогичное виденному вначале, с той же самой мелодией. Компьютерный голос никак не реагирует на находку героини. Позже девушка находит ещё одну подобную комнату, но бо́льшую размером. Стены таких комнат исписаны чем-то наподобие крови, в некоторых есть фотографии и другие бумаги. Кровавые надписи разнообразны, однако в большом числе содержится фраза «Торт — ложь» (англ. The cake is a lie). Эта фраза должна быть интересна в связи с тем, что женский голос периодически обещает тортик в конце испытания.

GLaDOS — главный антагонист в игре

Наконец, приходит черёд последнего, девятнадцатого теста, в ходе которого голос особенно активно напоминает об обещанном вознаграждении. В самом конце коридора неожиданно оказывается пламя, к которому неумолимо приближается девушка — туда её движет платформа. В это время GLaDOS успокаивает Челл, говоря, что лабораторное оборудование термоустойчиво и не понесёт ущерба. Героиня успевает спастись. GLaDOS, не ожидавшая такой расторопности, приказывает девушке остановиться, говорит, что пошутила и на самом деле пламя было последним испытанием. Беглянка не слушается и уже уверенно передвигается по подсобным помещениям, аналогичным уже виденным ей. Повсеместно в таких помещениях её преследуют кровавые символы, указывающие, куда идти (очевидно, сбегает она не первая), и механический женский голос, доносящийся то глухо, то ясно из устройств, прикреплённых кое-где по стенам. В задворках тестового лабиринта девушка не находит ни одного человека и в конце концов достигает круглой комнаты с огромной механической конструкцией, висящей с незримого потолка. Эта конструкция и разговаривала с героиней всю игру.
Машина боится скорого конца и всячески пытается выкрутиться, насколько ей может хватить её компьютерного интеллекта, однако, сама того не ведая, выдаёт информацию о том, что она уничтожила всю лабораторию, выпустив в помещения нейротоксины. Этот же самый газ может убить девушку, если она не уничтожит машину в течение пяти ближайших минут. Спустив в уничтожитель четыре модуля персональности GLaDOS, похожих на шары со светящимся сектором, героиня устраивает огромный взрыв. Перед своей гибелью машина заявляет, что снаружи произошло нечто ужасное, и некая могущественная сила угрожает всему, и лишь она, машина, способна была защитить девушку от этой силы. GLaDOS уверяет, что разрушив её, героиня совершила непоправимое. После взрыва девушку и остатки машины поднимает в небо и весь вид заливает белым светом. На последних кадрах видно внешний мир: зелёные растения и КПП на въезде в Лабораторию исследования природы порталов, засыпанный различными обломками. Затем кто-то с механическим звуком подходит сзади к Челл и мужским компьютеризированным голосом говорит: «Благодарим вас за принятие позы ожидания распорядителя вечеринки», после чего оттаскивает её с места.
После демонстрируется короткая заставка. Камера пролетает по техническим каналам Лаборатории, мимо различных труб и иных конструкций. В конце полёта зритель видит тёмную комнату, заставленную стеллажами, на которых лежат сферы, внешне схожие с модулями персональности GLaDOS. В центре комнаты стоит тортик со свечкой и Куб-компаньон. Ряд из сфер поочерёдно включается, опускается механическая рука и тушит свечу. Начинаются титры, во время которых звучит финальная песня «Still Alive». В ней GLaDOS поёт о том, что она всё ещё жива и переживёт девушку-беглянку, несмотря на то, что та «разбила ей сердце на куски и бросила каждый кусочек в огонь».

### Связь с другими играми
Перед релизом Portal многие игроки заметили, что сокращённое название портальной пушки — ASHPD (от Aperture Science Handheld Portal Device) — напоминает аббревиатуру от имени Адриана Шепарда (англ. Adrian Shephard), главного героя Half-Life: Opposing Force. Имели место слухи, что такое сходство неслучайно, однако разработчики назвали его просто совпадением, которому они и сами удивились. В игру было добавлено пасхальное яйцо: на встречающихся в Лаборатории клавиатурах цветом выделено несколько клавиш, образующих имя Адриана Шепарда.
Сюжет Portal разворачивается в единой вымышленной вселенной серии игр Half-Life. Лаборатория исследования природы порталов (Aperture Science), в которой происходят действия Portal, упоминается в ключевом сюжетном моменте игры Half-Life 2: Episode Two, также выпущенной в 2007 году. В сюжете говорится, что в стремлении обогнать исследовательский центр «Чёрная меза» учёные Aperture Science работали над высокой технологией, содержащейся на борту корабля «Борей», но пренебрегли мерами безопасности, и корабль исчез вместе с командой. В Portal игрок может найти один из кабинетов, в котором проектор меняет слайды, демонстрирующие планы по обгону «Чёрной мезы» и её опережению в получении правительственного гранта. В продолжении Portal 2 в Лаборатории можно обнаружить пустующий сухой док «Борея». На данный момент история с кораблём — единственное, что напрямую связывает Portal и серию Half-Life.

### Чёрный юмор
В игре достаточно важным объектом 17-го уровня Лаборатории является Утяжелённый Грузовой Куб-компаньон (англ. Weighted Companion Cube), отличающийся от прочих многочисленных кубов нарисованным в центре каждой его грани розовым сердечком. GLaDOS предлагает игроку пройти уровень вместе с Кубом-компаньоном, заботясь о нём как о друге. Действительно, весь уровень этот куб нужен как щит, тяжесть, ступенька — но это единственный куб на уровне, и его придётся носить с собой. По ходу уровня игрок может попасть в помещения, не являющиеся частью тестовой камеры, в которых можно встретить следы пребывания предыдущих испытуемых; настенные рисунки и надписи наводят на мысль, что многие из них, потеряв рассудок, всерьёз считали Куб своим лучшим другом. В процессе прохождения уровня GLaDOS то и дело заботливо предупреждает Челл о том, что Куб не умеет разговаривать, не может «угрожать перерезать вам горло», и вообще не является живым существом. «В случае, если Грузовой Куб всё же заговорит, Центр настоятельно рекомендует вам игнорировать его советы».
Уровень с Кубом-компаньоном является ярким примером чёрного юмора — одной из ключевых особенностей Portal, позволившей игре завоевать популярность. Поскольку до самого финала игрок не знает, что Лаборатория заброшена, а единственным, помимо героини, разумным существом в ней является компьютер, оснащённый искусственным интеллектом, поведение GLaDOS выглядит цинично и бесчувственно. Помимо этого, игрок видит стены вне поля зрения камер наблюдения, на которых другие беглецы оставили изображения и надписи: фотографии людей, вместо лиц которых — рисунок Куба-компаньона с ангельскими крыльями, зарисовки обычных Грузовых Кубов, турелей и энергетических шаров, отпечатки ладоней; просьбы о помощи, фразы «Тортик — ложь», зарубки о прошедших днях и прочее.
Также, предыдущие беглецы оставляли на стенах Лаборатории изменённые отрывки из стихотворений о смерти, посвящённые Кубу-компаньону. В частности, встречается сатира, основанная на стихотворении «Раз к Смерти я не шла…» (англ. Because I could not stop for Death…) американской поэтессы Эмили Дикинсон:
| Раз к Смерти я не шла — она Ко мне явилась в дом — У Куба были пули и еда, С бессмертием втроём. примерный перевод Оригинальный текст (англ.)Because I could not stop for Death, He kindly stopped for me; The cube had food and maybe ammo. And immortality. — Portal | Раз к Смерти я не шла — она Ко мне явилась в дом — В её Коляску сели мы С Бессмертием втроём. перевод И. Лихачёва Оригинальный текст (англ.)Because I could not stop for Death, He kindly stopped for me; The carriage held but just ourselves And Immortality. — Эмили Дикинсон |

а также, основанная на стихотворении «Старуха и цветы» (англ. The Reaper and the Flowers), написанном также американцем, Генри Уодсвортом Лонгфелло.
| Не в бездушии и не в гневе Сегодня Старуха пришла. Это Ангел ступил на путь серый И куб забрал навсегда. примерный перевод Оригинальный текст (англ.)Not in cruelty Not in wrath The REAPER came today An ANGEL visited this gray path And took the cube away. — Portal | Не в бездушии и не в гневе В тот день Старуха пришла; Это Ангел спустился на землю И забрал он цветы навсегда. примерный перевод Оригинальный текст (англ.)Oh, not in cruelty, not in wrath, The Reaper came that day; 'T was an angel visited the green earth, And took the flowers away. — Генри Уодсворт Лонгфелло |

## Разработка
Предшественницей Portal является игра Narbacular Drop, которая разрабатывалась группой студентов из Института технологий DigiPen. Игра была выпущена и предоставлена в свободный доступ. Впоследствии создатели Narbacular Drop, выступавшие под названием «Nuclear Monkey Software», устроили презентацию своей игры в офисе Valve Corporation, в ходе которой, по словам Дага Ломбарди, растроганный директор Гейб Ньюэлл, не дождавшись конца демонстрации, вскочил со стула, чуть ли не обнял студентов и заявил, что им немедленно стоит войти в состав Valve. Дебютным проектом нового отделения, состоявшего из четырёх программистов и трёх дизайнеров из института DigiPen, стала Portal.
В основе Portal лежит модифицированная версия движка Source с обновлённой системой частиц и «кинематографической» физикой. Одновременно с Portal на этой же версии движка создавались Half-Life 2: Episode Two и Team Fortress 2.

### Изменения в игре и техническая реализация
Большое количество информации о том, как раньше выглядела игра, о технических аспектах и изменении геймплея разработчики включили в систему голосовых комментариев, которая впервые появилась в играх Valve с проектом Half-Life 2: Lost Coast. Так, разработчики рассказывают, что прорисовка изображения, видимого через портал, выполняется для первых девяти итераций: движок Source поддерживает до девяти отображений, а иллюзия бесконечности достигается путём копирования изображения первого портала в девятый. Другой пример: в Portal, в отличие от остальных игр вселенной Half-Life, игрок при падении с большой высоты не получает урона. Создатели объясняют это наличием специальных приспособлений на ногах главной героини, известных как универсальные коленные заменители. Некоторые изменения в ходе разработки коснулись и игрового процесса отдельных локаций. На уровне с Кубом-компаньоном изначально использовался не куб, а сфера, которая подпрыгивала при падении, что значительно усложняло прохождение уровня. Аналогичная сфера используется в усложнённых версиях уровней из режима прохождения. Кроме комментариев создателей, информацию об изменениях в игре несут и рекламные видеоролики. Внимательные зрители могли заметить, что в трейлере к Portal главный герой выглядит как мужчина в оранжевой робе, в то время как Valve говорила о девушке в роли главного героя. Это можно объяснить тем, что в Valve, не желая раньше времени раскрывать детали сюжета, при записи ролика решили подменить модель девушки какой-нибудь другой, например, неиспользуемой мужской.
Перед тем как анонсировать продолжение игры, 3 марта 2010 года Valve обновила концовку Portal, в которой к лежащему на земле игроку подходит робот — распорядитель вечеринки — и оттаскивает его обратно в Лабораторию. Появление распорядителя вечеринки ранее было частью вырезанного из игры пасхального яйца. В конце девятнадцатого теста, когда Челл удаётся спастись от пламени, GLaDOS просит её положить портальное устройство и лечь рядом на живот — в «позу ожидания распорядителя вечеринки», который якобы отведёт её на эту вечеринку. Первоначально, после того как персонаж игрока спасался от огня и совершал побег, робот-распорядитель должен был всё время следовать за ним, постоянно прячась и тщетно ожидая, когда персонаж игрока ляжет на пол в «позе ожидания распорядителя вечеринки». Обновлённая концовка Portal показывает, что распорядитель дождался нужного момента.

### Portal: First Slice
Portal: First Slice представляет собой бесплатную демонстрационную версию игры, состоящую из десяти первых тестовых камер. Данная демоверсия была выпущена в январе 2008 года и изначально распространялась через Steam в ходе совместной акции компаний Valve и NVIDIA и была доступна только для владельцев видеокарт GeForce. Проверка наличия карты GeForce происходила через встроенную в Steam систему сбора сведений об использующихся комплектующих. Позже, к маю 2008 года Portal: First Slice стал доступен для всех желающих.

### Portal: Still Alive
На пресс-конференции Microsoft в ходе E3 2008 была анонсирована расширенная версия Portal для сервиса консоли Xbox 360 — Xbox Live Arcade. В ходе презентации голос GLaDOS объявил, что «Aperture Science специально для самых жизнеспособных субъектов разработало новые испытания». Portal: Still Alive включает в себя полную версию игры Portal, доступную для покупки и скачивания через Xbox Live Arcade, дополненную новым «соревновательным» режимом, новыми достижениями и новыми картами, выбранными из набора Portal: The Flash Version Mappack.
Первоначально ряд новостных ресурсов принял Portal: Still Alive за ожидаемое продолжение игры, однако позже маркетинговый директор Valve Даг Ломбарди уточнил, что новая игра является лишь дополнением к оригинальному Portal.

### Portal with RTX
20 сентября 2022 года в ходе презентации NVIDIA был анонсирован ремастер игры, в котором была добавлена поддержка трассировки лучей и технологии DLSS 3.0. Разработкой ремастера занималась NVIDIA Lightspeed Studios, ранее ответственная за портирование игр Valve на NVIDIA Shield. Релиз ремастера состоялся 8 декабря 2022 года в качестве бесплатного DLC для всех владельцев оригинальной игры.

## Промосайт игры
Задолго до выпуска игры был запущен её промосайт ApertureScience.com, который изначально был оформлен как командная консоль управления GLaDOS v. 1.07 (позже сменившаяся на v. 1.09). Для входа в систему необходимо было ввести LOGIN, LOGON или USER и любое слово в качестве имени, а в качестве пароля использовать Portal или PORTALS. Таким образом можно было получить доступ к пользовательской части системы с дюжиной доступных команд. Кроме того, можно было использовать логин и пароль, спрятанные в игре — CJOHNSON и TIER3, соответственно. Таким образом можно получить административный доступ к GLaDOS, в котором, однако, допуск к ранее недоступным командам по-прежнему закрыт. Разница состоит в том, что добавился ещё один файл — NOTES. Его можно вызвать и прочитать краткую историю Лаборатории. В частности, известно, что изначально Aperture Science занималась созданием шторок для ванной. А некто C. Johnson, под чьим логином был совершён вход — не кто иной, как Кейв Джонсон, директор Aperture Science.
Несмотря на то, что HELP выводит все допустимые команды, существует ещё и одна недокументированная. Если ввести часто встречающуюся в игре фразу THECAKEISALIE («Тортик — ложь»), то можно увидеть сообщение, оставленное одним из сотрудников Лаборатории, в котором он излагает свои страхи и сомнения. «Когда ты последний раз покидал здание? А кто-нибудь после тебя выходил наружу? Я не знаю, почему комплекс изолирован. Я не знаю, кто у нас за главного. Не думаю, что фраза „пойду домой“ теперь относится к нашей работе». Также в записке говорится, что несмотря на проблемы с финансированием и оборудованием у рядовых сотрудников, в комплексе был построен Центр развития (англ. Enrichment Center). «Но я обнаружил несколько вещей, например, на этих терминалах надписи могут выводиться не побуквенно, а сразу целиком. Пока мы работаем на оборудовании двадцатилетней давности, у них откуда-то нашлись средства на то, чтобы выстроить Центр развития». Это обращение подкреплено изображением с камеры наблюдения. На изображении — нечто, напоминающее камеру, в которой в начале игры появляется Челл. Однако, вся обстановка в этой камере старая (например, вместо капсулы — ржавая кушетка, такая была показана на Game Developers Conference). Изображение камеры подписано «01 Подвал отдыха» (англ. 01 Relaxation Vault). «Посмотри-ка на запись камеры. Чем бы этот „подвал отдыха“ не являлся, дверей у него нет». В конце сообщения есть приписка, что «если будет проходить начальник, необходимо нажать ↵ Enter». Если это сделать, либо нажать на любую буквенную клавишу, то появится таблица с информацией о расходах. В частности, почти миллион долларов был вложен в нечто, обозначенное INTUB-XLG.
В декабре 2007 года на сайт было добавлено новое изображение с камеры наблюдения. Оно было подписано как «07 Праздничный подвал» (англ. 07 Holiday Vault) и показывало рождественскую обстановку: ель с мини-фигурками персонажей игры Team Fortress 2, Куба-компаньона в шапке Санта-Клауса, рождественскими носками с логотипами трёх новых игр набора The Orange Box, а также пресловутый торт. После официального анонса Portal 2 в марте 2010 года на сайте ApertureScience.com стал постепенно пополняться текст истории Лаборатории. В канун Рождества 2010 года на сайте появилось новое изображение — «10 Праздничный подвал» (англ. 10 Holiday Vault), стилизованный уже под Portal 2. Изображение сопровождало хорово-инструментальное исполнение песни «Still Alive». При этом интерфейс командной строки стал недоступен для посетителей сайта. Некоторое время на сайте также размещался таймер, который был запущен в ходе «картофельной ARG», связанной с датой окончательно релиза Portal 2. В настоящее время промосайт ApertureScience.com содержит только изображение с камеры «10 Праздничного подвала».

## Саундтрек
Изначально, официальный саундтрек не выпускался отдельно каким-либо из способов, и вся музыка извлекалась прямо из GCF-архива Portal. Из всех музыкальных файлов только последний, Still Alive" (с англ. — «Всё ещё жива»), является песней: её исполняет актриса, озвучившая GLaDOS, Эллен Маклейн, а написана песня музыкантом Джонатаном Колтоном. Эта песня звучит во время финальных титров игры, а её инструментальная версия проигрывается радиоприёмниками, которые можно найти на некоторых игровых картах. Все остальные композиции в саундтреке Portal написаны Келли Бэйли — звукорежиссёром Valve и автором саундтреков почти ко всем играм серии Half-Life. В Portal соавтором Келли Бэйли по саундтреку выступает американский композитор Майк Мораски.
21 декабря 2007 года Valve выпустила альбом The Orange Box Original Soundtrack, представляющий собой подборку из 19-и музыкальных тем из Half-Life 2: Episode One, Half-Life 2: Episode Two, Team Fortress 2 и Portal. От Portal в сборник вошли шесть композиций и песня «Still Alive». Также на диске The Orange Box Original Soundtrack присутствует трек «Still Alive (J.C. Mix)» — вокальный ремикс оригинальной песни, сделанный её автором Джонатаном Колтоном. После выхода Portal 2 саундтрек к первой части был включён в четырёхдисковое издание Portal 2: Songs to Test By (Collectors Edition), выпущенное 30 октября 2012 года. 14 сентября 2014 года саундтрек к Portal стал доступен для бесплатной загрузки в Steam Music Player. Единственное «реальное» издание саундтрека было представленно американским лейблом Mondo (подразделение Funko) на виниле в лимитированном тираже.
Ниже представлен полный список звуковых тем, присутствовавших в игре, приблизительно в порядке появления:
| №   | Название                                                   | Длительность |
| --- | ---------------------------------------------------------- | ------------ |
| 1.  | «Subject Name Here» (включён в The Orange Box OST)         | 1:44         |
| 2.  | «Taste of Blood»                                           | 3:06         |
| 3.  | «Android Hell»                                             | 3:45         |
| 4.  | «Self Esteem Fund» (включён в The Orange Box OST)          | 3:30         |
| 5.  | «Procedural Jiggle Bone»                                   | 4:34         |
| 6.  | «4000 Degrees Kelvin» (включён в The Orange Box OST)       | 1:01         |
| 7.  | «Stop What You Are Doing» (включён в The Orange Box OST)   | 4:00         |
| 8.  | «Party Escort»                                             | 4:21         |
| 9.  | «You’re Not a Good Person» (включён в The Orange Box OST)  | 1:24         |
| 10. | «No Cake For You»                                          | 4:05         |
| 11. | «You Can’t Escape You Know» (включён в The Orange Box OST) | 6:24         |
| 12. | «Still Alive» (включён в The Orange Box OST)               | 2:56         |

## Отзывы
| Сводный рейтинг       | Сводный рейтинг |
| Агрегатор             | Оценка          |
| --------------------- | --------------- |
| GameRankings          | 88,81 %         |
| Metacritic            | 90/100          |
| Иноязычные издания    |                 |
| Издание               | Оценка          |
| 1UP.com               | 9,0/10          |
| Eurogamer             | 9/10            |
| G4                    | 5/5             |
| GameSpy               | 4,5/5,0         |
| IGN                   | 8,2/10          |
| Русскоязычные издания |                 |
| Издание               | Оценка          |
| Absolute Games        | 83 %            |
| «Игромания»           | 9/10            |
| «Страна игр»          | 10/10           |

| Сводный рейтинг | Сводный рейтинг |
| Агрегатор       | Оценка          |
| --------------- | --------------- |
| GameRankings    | 88,55 %         |

Portal был признан одной из лучших игр сборника The Orange Box и часто получал более высокие оценки рецензентов, чем Half-Life 2: Episode Two или Team Fortress 2. Журналистами была отмечена уникальная игровая механика, а также чёрный юмор. Некоторые критики неодобрительно отнеслись к чрезмерно пустым помещениям игры и её небольшой продолжительности. Несмотря на это, игра получила множество наград по итогам 2007 года.
Немало игровых журналистов выдали Portal награду «Лучшая игра 2007 года». Среди них были австралийская видеоигровая передача Good Game (Game of the Year), посвящённый играм портал Shacknews (Game of the Year) и развлекательный ресурс The A.V. Club (Best Game of 2007). Британский портал Way of the Rodent в ходе церемонии Rodent Game Awards назвал разработку Valve Deep Silver Game of the Year 2007 («Тёмно-серебряная игра 2007 года»), заявив, что «Portal — экстраординарен. Никогда раньше игрок не получал в награду возможность подсмотреть и узнать, что наши представления о видеоигровых стенах ошибочны; возможность побывать по другую сторону матового стекла, возможность проникнуть в самое нутро игры». Европейский видеоигровой сайт Eurogamer поставил игру на первое место в рейтинге Top 50 Games of 2007 («50 лучших игр 2007 года»). Коллеги Valve по индустрии также оценили труд компании. На конференции Game Developers Conference в рамках программы награждения выдающихся игр Portal получил высшую премию года — 2007 Game of the Year («Игра года 2007»). Российские печатные журналы поддержали западных обозревателей, но не оценили игру настолько же высоко. «Игромания» удостоила её пятого места в рейтинге «Итоги 2007 года: 10 лучших игр», а «Страна Игр» признала «Лучшей головоломкой».
Кроме того, в 2012 году Смитсоновский музей американского искусства и Нью-Йоркский музей современного искусства включили Portal в свои экспозиции The Art of Video Games, на которых игра представлялась как образцовый показатель жанра экшен для Windows современного выставке поколения и примером выдающегося интерактивного дизайна.
Все критики безоговорочно признали Portal сверхоригинальным продуктом игровой промышленности. Дальше всех пошёл развлекательный американский канал G4tv, который обобщил все мнения, назвав труд дизайнеров Valve как Most Original Game («Самая оригинальная игра»). Прочие обозреватели были более конкретны. Почтения и похвалу заслужили игровые механика и дизайн. Авторы популярных комик-стрипов Penny Arcade оценили игровой процесс словами Best New Game Mechanic («Лучшая новая игровая механика»), а уже упомянутая «Страна Игр» нашла в проекте «Лучший оригинальный геймдизайн». Кроме «Лучшей игры» мужской журнал Way of the Rodent наградил Portal за Тестовую комнату 19, которую он назвал Best Game Level («Лучший игровой уровень»). А разработчики видеоигр оценили и дизайн, и геймплей сразу, подарив команде игры на Game Developer Choice Awards трофеи 2007 Best Game Design («Лучший игровой дизайн 2007») и 2007 Innovation («Инновация 2007»).
Значительной долей оригинальности Portal одарили сценаристы, создав увлекательный сюжет и необычных персонажей. GLaDOS получила от канала G4tv награду Best New Character («Лучший оригинальный персонаж»), а Куб-компаньон получил от «Страны Игр» приз «Лучший персонаж второго плана», которая была в шаге от того, чтобы наградить GLaDOS. Весь сюжет целиком получил признание от Penny Arcade (Best Writing — «Лучший сюжет»). Музыка, написанная для игры, также получила несколько наград и была оценена игроками. Penny Arcade признали музыку как Best Soundtrack («Лучший саундтрек»). Из стана критиков выступил информационный портал об индустрии развлечений IGN, найдя песню «Still Alive» Джонатана Колтона «Лучшей песней для финальных титров» (Best End Credit Song).
Как уже было сказано, Portal был весьма тепло принят не только игровой критикой, которая подчас называла игру гениальной. Игроки при первой же возможности проявили себя в области создания модификаций и новых игровых карт, в том числе и благодаря тому, что в Portal изначально была заложена удобная система добавления целых наборов уровней головоломок. Пользовательские разработки появляются не только на крупных порталах вроде GameBanana. С момента выхода игры открылись специализированные ресурсы, размещающие любительские карты в большом количестве. Серьёзным открытием создателей модификаций был тот факт, что механика Portal применима и к другим однопользовательским играм на движке Source — достаточно лишь скопировать карты игры в каталог Portal. Наконец, любители Flash-игр, группа We Create Stuff, создали двухмерную версию Portal: The Flash Version со своими, оригинальными уровнями, которые позже были перенесены в качестве набора дополнительных карт Portal: The Flash Version Mappack в PC-издание игры. Кроме того, воодушевившись, по словам автора, Portal: The Flash Version, французский разработчик, известный под прозвищем T4ils, создал homebrew-игру для Nintendo DS — StillAliveDS. В ней сохранены основные черты игровой механики игры-прародителя, однако в цели каждого уровня входит не только достижение выхода, но и сбор четырёх кусочков торта. Также в игре есть простой редактор уровней, позволяющий быстро создавать новые игровые карты, которые предлагалось выкладывать на официальном сайте программы. StillAliveDS также отличает графический дизайн, выполненный в стиле, непохожем на оригинальную игру.

Утяжелённый грузовой куб-компаньон — полюбившийся многим игрокам и журналистам неодушевлённый герой одного из уровней игры

Кроме того, фанаты проявили большую активность в другой области. Любители игры оценили чёрный юмор, окружающий Куба-компаньона, и сами привязались к этому неживому герою. По Всемирной паутине стали распространяться различные фан-арты, обои для рабочего стола и более креативные варианты реализации своей привязанности к герою игры. Кроме этого, в Интернете появился шаблон-развёртка, который можно распечатать, и склеить свою собственную небольшую копию Куба-компаньона. Моддер Магнус Перссон пошёл ещё дальше и сделал из акрила функционирующий корпус системного блока в виде Куба-компаньона. Авторы вебкомикса Penny Arcade не преминули возможностью посмеяться над популярным созданием и упомянули Куб в одном из своих художественных творений. Команда Valve Corporation определённо ожидала такой реакции публики, поэтому в их магазине сувенирных товаров почти сразу после выхода игры появилась мягкая игрушка Weighted Companion Cube, которая была распродана в канун Рождества и Нового года. Другие разработчики компьютерных игр также отдали дань уважения изобретению Valve. Так, в компьютерной игре «Тургор» в качестве пасхального яйца в нескольких локациях можно найти покрытые копотью фрагменты Куба-компаньона.
Впоследствии, Portal вышла за пределы индустрии развлечений. В 2010 году профессор Майкл Эббот из небольшого американского частного колледжа «Уобаш» убедил своих коллег включить игру в программу «Что значит быть человеком и как мы понимаем самих себя, наши отношения и наш мир», обязательную для каждого первокурсника. На эту идею Эббота натолкнула статья на сайте Gamasutra, в которой проводится параллель между игровым миром Portal и ранней работой социолога Ирвинга Гофмана «Самопрезентация в повседневной жизни» (англ. The Presentation of Self in Everyday Life) 1959 года.

«Кто я?» является сосредоточением гофманского исследования. Он утверждает, что мы стремимся контролировать то, как нас воспринимают остальные, и приводит в качестве метафоры актёра, выступающего на сцене с целью продемонстрировать свои идеи. Джонсон [автор статьи на Gamasutra] описывает это так: «…Мы играем свою роль, что требует постоянного умения… взаимодействовать с другими. В основе сцены лежит постановка. За кулисами мы редко когда хотим открыться другим, там содержится правда о наших затруднениях, и раскрыть её значило бы выставить нашу личность обманом для зрителей — это легко бы разрушило иллюзию, в которой мы находим себе место для взаимодействия с другими». Эта напряжённость между закулисными махинациями и игрой на сцене — именно то, что Portal обрисовывает столь безупречно и, что немаловажно, столь интерактивно. Гофман нашёл бы идеальный объект исследования в GLaDOS. Бинго! Задать студентам гоффманскую «Самопрезентацию» и отправить проходить с нею Portal.
Оригинальный текст (англ.)«Who am I?» is the focus of Goffman’s study. He contends we strive to control how we’re perceived by others, and he uses the metaphor of an actor performing on a stage to illustrate his ideas. Johnson describes it this way: «…we’re acting out a role that requires constant management…of the interaction. The front stage is the grounds of the performance. The backstage is a place we rarely ever want to reveal to others, it contains the truth of our obstruction and to reveal it would be to defraud our identity in front of the audience – it simply spoils the illusion of where we’re placing ourself in the interaction». This tension between backstage machination and onstage performance is precisely what Portal depicts so perfectly – and, no small detail, so interactively. Goffman would have found a perfect test subject in GLaDOS. Bingo! Assign students Goffman’s Presentation of Self and follow it up with a collective playthrough of Portal.
— Майкл Эббот, профессор колледжа Уобаш
Летом 2018 года, благодаря уязвимости в защите Steam Web API, стало известно, что точное количество пользователей сервиса Steam, которые играли в игру хотя бы один раз, составляет 9 971 481 человек.

## Пользовательские модификации

### Portal: The Flash Version Mappack
После выхода Portal фанатское сообщество предложило своё видение предыстории игры. Так, при создании Portal: The Flash Version Mappack, набора дополнительных карт по мотивам Flash-версии игры, группа We Create Stuff добавила не только новые игровые элементы, но и попыталась изобразить некоторые сюжетные моменты. Например, в одной из комнат игрок, чтобы продвинуться дальше, вынужден нажать на кнопку. В результате, помимо продвижения вперёд, игрок также погружает несколько мозговых центров GLaDOS на корабль «Борей». Кроме того, авторы напрямую повторили недосказанность GLaDOS о некой «опасной силе, которая ждёт Челл снаружи» — когда игрок покидает стены Лаборатории, на него нападает штурмовик Альянса. Разработчиков We Create Stuff заметили в Valve, и часть карт The Flash Version Mappack была включена в Portal: Still Alive.

### Portal: Prelude
Другой крупный проект — модификация Portal: Prelude, действие которой происходит в те времена, когда Лабораторией исследования природы порталов ещё управляли люди. Игрок принимает на себя роль другой подопытной девушки, Эбби, и проходит иные девятнадцать тестовых камер под наблюдением учёных Aperture Science. В конце игры Эбби попадает на обещанную вечеринку с тортом, которая ещё не являлась обманом, а после становится свидетелем запуска GLaDOS. Когда же суперкомпьютер выходит из-под контроля и распыляет по Лаборатории ядовитый газ, выживший учёный просит Эбби установить на GLaDOS модуль морали (один из мозговых центров компьютера, смягчающий его поведение), чтобы хоть как-нибудь обезвредить взбесившийся ИИ.

## Продолжение
21 февраля 2008 года ведущим геймдизайнером Portal Кимберли Свифт в эфире канала G4tv была подтверждена разработка второй части игры. После этого, в течение почти двух лет Valve держала подробности разработки и сюжета Portal 2 в секрете. Исключением была выставленная в 2008 году на сайте Breakdown Express информация о поиске людей для озвучивания нового персонажа в играх серии Portal — Кейва Джонсона, директора Aperture Science.
1 марта 2010 года вместе с очередным обновлением Portal в игру было добавлено новое достижение — «Transmission Received» («Передача получена»), которое подразумевает взаимодействие с радиоприёмниками, встречаемыми в игре. В нужном месте эти радиоприёмники начинают получать сигналы кода Морзе и помехи. Сигналы Морзе посылают последовательность MD5-хешей различных распространённых фраз (например, «The quick brown fox jumps over the lazy dog»), а помехи являются кадрами изображений, которые получаются при медленной развёртке. Фразы, в свою очередь, являлись паролями к BBS Aperture Science, где особо настойчивые игроки могли получить дополнительные сведения о мире Portal. Таким образом, Valve запустила очередную игру в альтернативной реальности (см.: Portal 2). 3 марта ещё одно обновление, «Added Valuable Asset Retrieval» («Добавлена эвакуация ценного сотрудника»), слегка изменило концовку Portal — теперь лежащую Челл кто-то начинает оттаскивать с места крушения. Как выяснилось позже, эта концовка была добавлена в качестве дополнительного «связующего мостика» между первой и второй частями игр, а оттаскивал Челл обратно в Лабораторию робот распорядитель вечеринки, дождавшийся момента, когда подопытная ляжет на живот в надлежащую «позу ожидания распорядителя».
Спустя день после обновления, 5 марта 2010 года, компания Valve официально анонсировала Portal 2, сообщив, что игра выйдет к «грядущему праздничному сезону». Сюжет продолжения развивается спустя некоторое время в разрушенной Лаборатории исследования природы порталов. Персонажем игрока вновь становится Челл (которая содержалась в анабиозе), а главным врагом — всё та же GLaDOS, которая, как и обещала, осталась в живых.